# Império do Espírito Santo da Grota do Medo
O Império do Espírito Santo da Grota do Medo é um Império do Espírito Santo que se localiza na freguesia açoriana do Posto Santo, lugar da Grota do Medo, concelho de Angra do Heroísmo, ilha Terceira, arquipélago dos Açores.
Este Império do Espírito Santo tem a sua fundação no século XX mais precisamente no ano de 1960.